# ポラト・ジャン

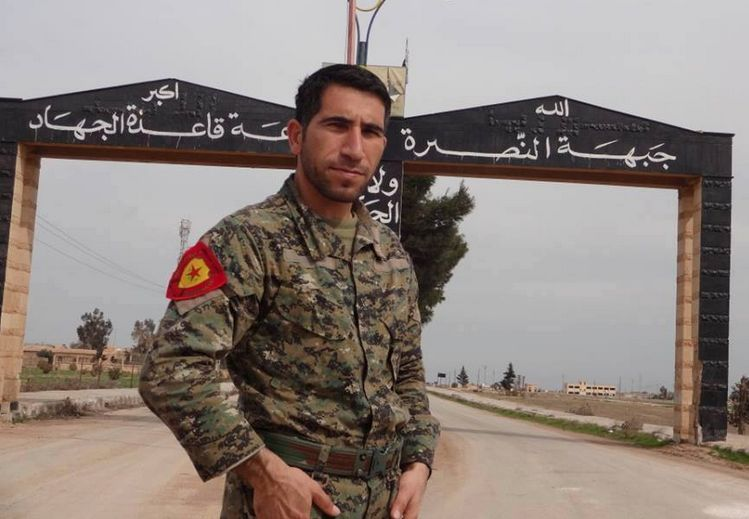

ポラト·ジャン( Polat Can、1980年 - 、コバネー生まれ)はクルド人司令官(YPG:人民防衛部隊)であり作家。
1980年に母の故郷である西クルディスタン(シリア北-北西部)コバネーに生まれる。ジャンは4カ国語-クルド語·英語·アラビア語そしてトルコ語-に通じている。また彼はクルド人部隊の司令官として戦場に赴く一方、ジャーナリストとしての顔も持つ。ジャンはその作品を多数の雑誌·新聞·インターネットなどのメディア及び書籍に発表している。
またジャンは地域のクルド語によるFM放送局の開設に携わっている。最初に開設されたクルド語によるFM放送局はジュディ(Cudi)FM、以下次のクルド語によるFM放送局にもジャンは関わっている:コバネー(Kobanê)FM、ロジャヴァ(Rojava)FM、エフリーン(Efrîn)FM。また同じく彼が開設に関わったクルド語による放送局はジン(Jîn)TV。
その他にもジャンはクルド人愛国者学生連盟の創設者であり総調整役を務める。彼の記した多数の書籍は3つの言語で出版されている。

## 革命家としてのジャン
ジャンは数多の戦線に参戦し、クルディスタンの自由の為の闘いに自らの人生を捧げているひとりのクルド人活動家である-かつてはARGK（クルディスタン人民解放軍）に参加しその後HPG(人民防衛軍/クルド語:Hêzên Parastina Gel)で活動時を経てシリアで闘うクルド人部隊YPG(人民防衛部隊)の創設者のひとりとなる。2013年にはYPG報道総本部の責任者のひとりとなり、同部隊の活躍を広く世界に知らしめるべく活動を開始。2014年から2016年にかけてはYPGの司令官として有志連合と協力し、ダーイシュとの闘いに奔走した。またシリア内戦の中でも特記すべきはコバネーでの第1次及び第2次戦闘時、彼は精力的に活動した人物のひとりである。

## オバマ米大統領(当時)特使代理との面談
ジャンは2016年初頭にオバマ米大統領(当時)特使代理ブレット·マクガークとの面談を果たした。この両者の面談は、ジャンの所属するYPG(人民防衛部隊)をテロ組織と見なすトルコでは大いなる論争の種となった。

## 作家としての作品一覧
- Ah ya Sexîretîآه يا صغيرتي - 2002 (アラビア語)
- Navname - 2003 (クルド語)
- Berfa Germ - 2004 (クルド語)
- Edduba - 2004 (クルド語)
- Zimanê Melekan لغة الملائكة - 2005 (アラビア語とクルド語)
- Afaq Konfedraliyê آفاق كونفدرالية - 2006 (アラビア語)
- Göçmen Yürekler - 2006 (トルコ語)
- Qulingên Rewanê - 2007 (クルド語)
- Nîsa'el Qurunful نساء القرنفل- Helbest 2009 (アラビア語)

以下アラビア語による作品
لمحات عن حزب العمال الكردستاني- 2009
موجز عن تاريخ اللغة الكردية
- 2012مدخل إلى الأعلام الكردية
- 2012غربلة الأفكار
直近の作品では、"想いを秘めた時"というタイトルの詩集がアラビア語で発表された。
またジャンは作家及びジャーナリストとしての活動に携わりながら、クルド語などによる多数の出版物やメディアに於ける総括責任者の顔も持っている。
- Kovara yekîtiya Azad(クルド語による雑誌)
- Kovara Dostî(クルド語による雑誌)
- Rojnameya Mezopotamya (アルメニア語)
- Kovara rojhilata navîn (アラビア語)
- Kovara parastina gel (アラビア語)
- インターネット: HPG Online (*人民防衛軍のサイト)*クルディスタン労働者党の別働隊
- インターネット: dengên Kurdên Qafqasya
- インターネット: Alawset.net
- Rojnameya ALAAN(新聞)
- Gerila TV(人民防衛軍及びクルディスタン労働者党の活動を映像で紹介するサイト)